# Théorie du code
La théorie du code est une théorie de la communication selon laquelle chaque interlocuteur serait possesseur d'une copie d'un code particulier (une langue) conventionnel, et que chacun, afin de communiquer, produirait des signes référant à ce code afin que l'autre interlocuteur décode ce qui a été dit. 
Cette théorie trouve ses fondations chez Saussure, ensuite dans le modèle mathématique de la communication de Shannon et Weaver, pour être reprise plus tard par Jakobson. 
Ce modèle, bien que contredit largement par la théorie pragmatique, reste très présent dans nombreuses conceptions modernes de la communication.